# ناحیه لیک، شهرستان میسوکی، میشیگان
ناحیه لیک (به انگلیسی: Lake Township) یک منطقهٔ مسکونی در ایالات متحده آمریکا است که در شهرستان میسوکی واقع شده‌است.
 ناحیه لیک  ۲٬۸۰۰ نفر جمعیت دارد و ۳۸۲ متر بالاتر از سطح دریا واقع شده‌است.